# Charles Stanhope, 3:e earl Stanhope
Charles Stanhope, 3:e earl Stanhope, född den 3 augusti 1753 i London, död den 15 december 1816 på släktgodset Chevening i Kent, var en brittisk politiker och vetenskapsman, son till Philip Stanhope, 2:e earl Stanhope, far till lady Hester Stanhope och Philip Stanhope, 4:e earl Stanhope.
Stanhope, som 1767-86 bar titeln viscount Mahon, drev som yngling i Genève ivrigt matematiska studier, fick 1771 en avhandling om pendeln prisbelönt av svenska Vetenskapsakademien, samt tog under sin vistelse i Schweiz 
djupt intryck för livet av där rådande demokratiska frihetsidéer. Han var 1780-86 ledamot av underhuset och understödde där sin svåger William Pitt den yngre, men bröt sedermera med denne under intrycket av Pitts motstånd mot franska revolutionen. 
Stanhope var ordförande i en till minne av 1688 års revolution stiftad Revolution Society, vars medlemmar 1790 öppet gav uttryck åt sin sympati för republikanerna i Frankrike, och samma år publicerade han ett svar på Burkes kritik av franska revolutionen. I överhuset, där han 1786 fått säte vid faderns död, stod han till sist ensam, "i en minoritet av en", i sitt motstånd mot varje engelsk inblandning i Frankrikes inre politik, och han ivrade lika fruktlöst för den radikala engelska oppositionens krav på tryckfrihet, parlamentsreform, slaveriets upphävande och så vidare. 
Stanhope utgav 1779 ett naturvetenskapligt arbete, Principles of Electricity, och sysslade träget med mekaniska experiment. Bland annat konstruerade han en förbättrad tryckpress ("Stanhopes press"), räknemaskiner med mera samt ägnade mycken möda åt ångmaskinsproblemet.